# Gunilla Jarlbro
Eva Gunilla Jarlbro, född 1953, är en svensk medieforskare och professor vid Lunds universitet. 
Jarlbro disputerade 1988 vid Lunds universitet och blev 2005 professor i medie- och kommunikationsvetenskap vid samma lärosäte.

## Utmärkelser, ledamotskap och priser
- Ledamot av Vetenskapssocieteten i Lund (LVSL, 2007)[3]